# Canale Portland

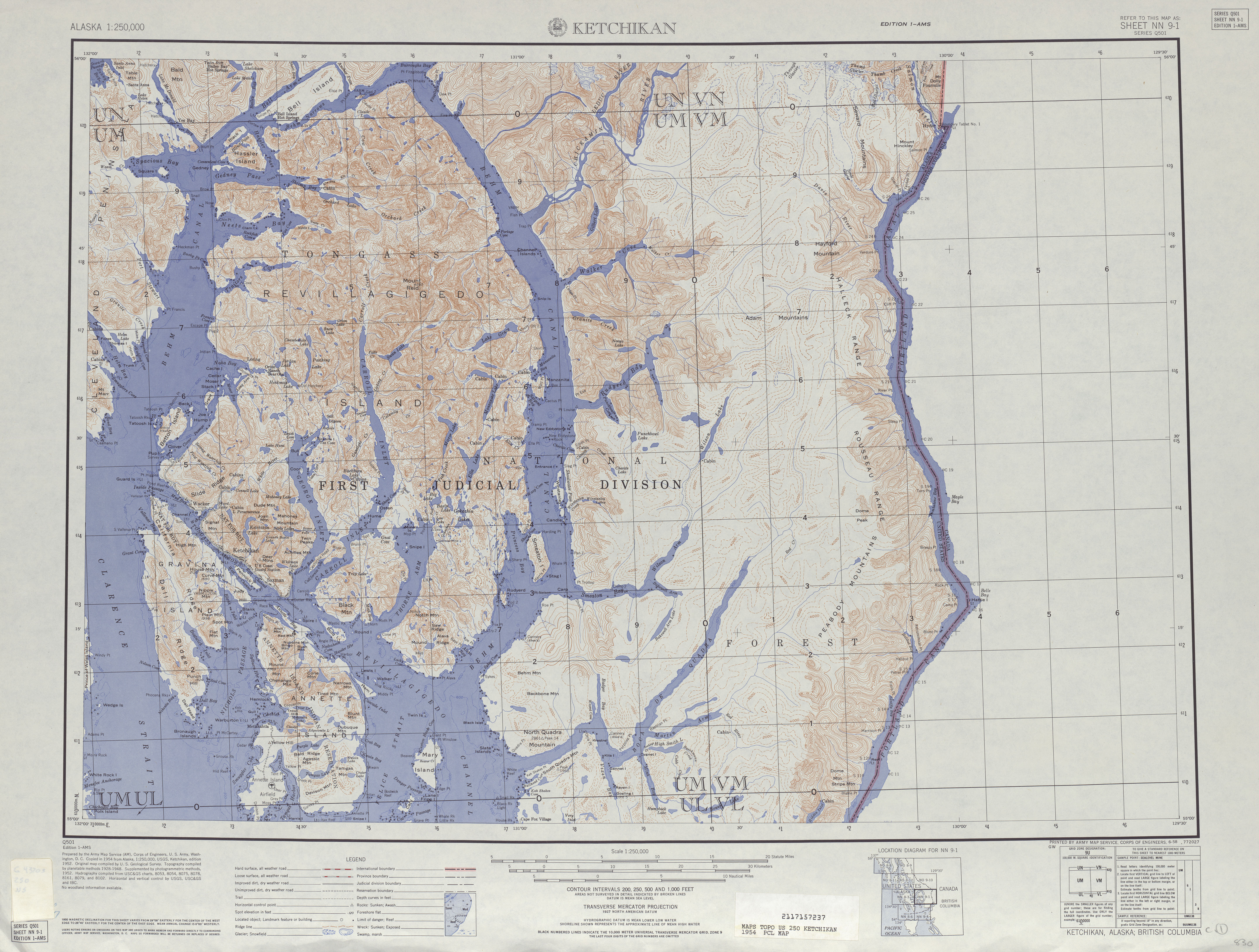
Il canale è quello più stretto, verticale a destra

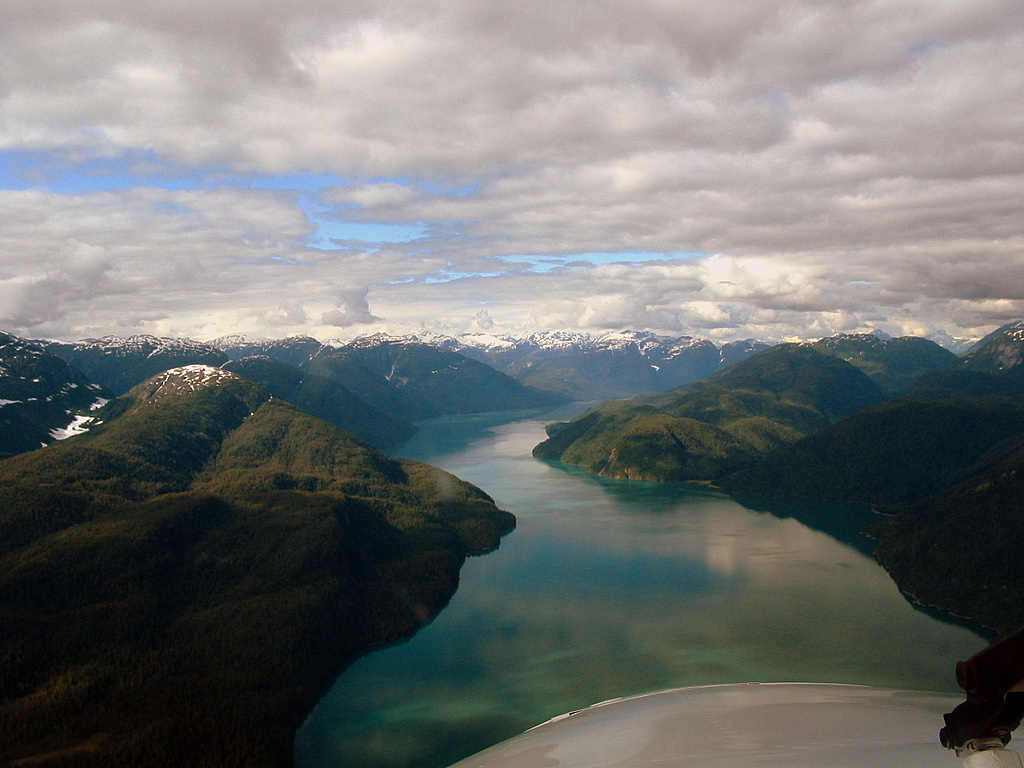
Canale Portland

Il canale Portland è un fiordo del Pacifico nord-orientale. Segna una parte del confine meridionale dell'Alaska con la provincia canadese della Columbia Britannica.

## Dati fisici
Il canale Portland è lungo circa 112 km e va dal Portland Inlet a nord dell'isola Pearse, fino alla terraferma dove si trovano le città di Hyder sul lato dell'Alaska ad ovest, e Stewart sul lato della Columbia Britannica a est. La prosecuzione in direzione sud-ovest del canale Portland è il canale di Pearse, che scorre appunto fra l'isola omonima e la terraferma, sfociando nello stretto di Dixon.
Il canale presenta le seguenti isole, insenature e promontori.

### Isole presenti nel canale
Nel canale sono presenti le seguenti principali isole (dall'imboccatura):
- Isola di Reef (Reef Island)[4] 55°04′53″N 130°12′18″W - Lato Alaska.
- Isola di Hattie (Hattie Island)[5] 55°17′13″N 129°58′10″W - Lato Columbia Britannica. Quest'isola si trova sull'angolo di cambiamento di direzione del canale.

### Insenature e altre masse d'acqua
Nel canale sono presenti le seguenti principali insenature (dall'imboccatura):
- Baia di Sandfly (Sandfly Bay)[6] 55°09′39″N 130°09′12″W - Lato Alaska.
- Baia di Halibut (Halibut Bay)[7] 55°14′09″N 130°05′52″W - Lato Alaska. La baia è lunga 4,5 chilometri.
- Baia di Tombstone (Tombstone Bay)[8] 55°24′34″N 130°03′12″W - Lato Alaska.
- Baia di Maple (Maple Bay) 55°25′24″N 130°00′30″W - Lato Columbia Britannica. La baia si trova tra il promontorio Columbia e il promontorio Maple.
- Baia di Fords (Fords Bay) 55°37′39″N 130°05′39″W - Lato Columbia Britannica.
- Baia di Marmot (Marmot Bay) 55°52′54″N 130°00′50″W - Lato Columbia Britannica. La baia si trova a nord del promontorio Lion (Lion Point).

### Promontori
Nel canale sono presenti i seguenti promontori (dall'imboccatura):
- Promontorio di Blaine (Blaine Point)[9] 55°02′19″N 130°13′52″W - Lato Alaska. Il promontorio ha una elevazione di 49 metri e si trova di fronte all'entrata settentrionale del canale di Pearse (Pearse Canal).
- Promontorio di Tree (Tree Point) 55°01′59″N 130°11′22″W - Lato Columbia Britannica. Il promontorio sulla punta più settentrionale dell'isola di Pearse (Pearse Island) all'incrocio con il canale di Pearse (Pearse Canal).
- Promontorio di Spit (Spit Point) 55°04′47″N 130°09′59″W - Lato Columbia Britannica. Il promontorio si trova di fronte all'isola di Reef (Reef Island).
- Promontorio di Dickens (Spit Dickens) 55°08′40″N 130°07′47″W - Lato Columbia Britannica. Il promontorio si trova di fronte alla baia di Sandfly (Sandfly Bay).
- Promontorio di Fools (Fools Point)[10] 55°10′20″N 130°08′10″W - Lato Alaska. Il promontorio ha una elevazione di 60 metri.
- Promontorio di Petrel (Petrel Point)[11] 55°11′44″N 130°07′04″W - Lato Alaska. Il promontorio ha una elevazione di 89 metri.
- Promontorio di Stopford (Stopford Point) 55°12′00″N 130°04′31″W - Lato Columbia Britannica.
- Promontorio di Halibut (Halibut Point)[12] 55°12′42″N 130°06′06″W - Lato Alaska. Il promontorio ha una elevazione di 92 metri e si trova all'entrata meridionale della baia di Halibut (Halibut Bay)
- Promontorio di Astronomical (Astronomical Point)[13] 55°13′24″N 130°05′08″W - Lato Alaska. Il promontorio ha una elevazione di 125 metri e si trova all'entrata settentrionale della baia di Halibut (Halibut Bay)
- Promontorio di Blunt (Blunt Point)[14] 55°14′58″N 130°02′18″W - Lato Alaska. Il promontorio ha una elevazione di 3 metri.
- Promontorio di Rock (Rock Point)[15] 55°18′35″N 130°00′33″W - Lato Alaska.
- Promontorio di Car (Car Point) 55°20′17″N 130°00′10″W - Lato Columbia Britannica.
- Promontorio di Breezy (Breezy Point)[16] 55°21′26″N 130°02′29″W - Lato Alaska. Il promontorio ha una elevazione di 14 metri.
- Promontorio di Bluff (Bluff Point) 55°22′45″N 130°01′00″W - Lato Columbia Britannica.
- Promontorio di Columbia (Columbia Point) 55°24′26″N 130°01′01″W - Lato Columbia Britannica.
- Promontorio di Maple (Maple Point) 55°26′17″N 130°01′10″W - Lato Columbia Britannica.
- Promontorio di Turn (Turn Point)[17] 55°26′12″N 130°03′14″W - Lato Alaska. Il promontorio ha una elevazione di 35 metri.
- Promontorio di Swamp (Swamp Point) 55°28′29″N 130°02′42″W - Lato Columbia Britannica.
- Promontorio di Steep (Steep Point)[18] 55°31′29″N 130°06′55″W - Lato Alaska. Il promontorio ha una elevazione di 16 metri.
- Promontorio di Prie (Prie Point) 55°30′04″N 130°04′19″W - Lato Columbia Britannica.
- Promontorio di Raw (Raw Point) 55°32′18″N 130°05′22″W - Lato Columbia Britannica.
- Promontorio di White (White Point) 55°33′46″N 130°06′30″W - Lato Columbia Britannica.
- Promontorio di River (River Point)[19] 55°34′14″N 130°08′22″W - Lato Alaska.
- Promontorio di Slab (Slab Point)[20] 55°38′33″N 130°07′40″W - Lato Alaska. Il promontorio ha una elevazione di 85 metri.
- Promontorio di Cliff (Cliff Point)[21] 55°40′47″N 130°07′41″W - Lato Alaska. Il promontorio ha una elevazione di 47 metri.
- Promontorio di Blue (Blue Point) 55°42′19″N 130°07′07″W - Lato Columbia Britannica.
- Promontorio di Miners (Miners Point) 55°43′11″N 130°07′50″W - Lato Columbia Britannica.
- Promontorio di Verdure (Verdure Point)[22] 55°44′59″N 130°10′11″W - Lato Alaska. Il promontorio ha una elevazione di 20 metri.
- Promontorio di Round (Round Point) 55°45′51″N 130°07′58″W - Lato Columbia Britannica.
- Promontorio di Engineers (Engineers Point) 55°47′51″N 130°06′43″W - Lato Columbia Britannica.
- Promontorio di Glacier (Glacier Point)[23] 55°49′27″N 130°06′45″W - Lato Alaska. Il promontorio ha una elevazione di 71 metri.
- Promontorio di Yankee (Yankee Point)[24] 55°50′41″N 130°04′26″W - Lato Alaska.
- Promontorio di British (British Point) 55°50′16″N 130°03′17″W - Lato Columbia Britannica.
- Promontorio di Salmon (Salmon Point)[25] 55°53′27″N 130°02′10″W - Lato Alaska. Il promontorio ha una elevazione di 22 metri.
- Promontorio di Lion (Lion Point) 55°52′54″N 130°00′50″W - Lato Columbia Britannica.
- Promontorio di Eagle (Eagle Point)[26] 55°54′39″N 130°01′07″W - Lato Alaska. Il promontorio ha una elevazione di 20 metri.

### Fiumi
- Fiume Marmot (Marmot River) 55°52′54″N 130°00′50″W - Lato Columbia Britannica. Il fiume sfocia presso il promontorio Lion (Lion Point).
- Fiume Salmon (Salmon River)[27] 55°54′25″N 130°01′31″W - Lato Alaska. Il fiume scorre nei pressi della località Hyder

### Località
- Hyder[28] 55°55′01″N 130°01′26″W - Hyder si trova sulla terraferma, nella zona meridionale dell'Alaska sud-orientale, presso la foce del Salmon River, alla estremità settentrionale del Canale Portland, vicino al confine con la provincia canadese della Columbia Britannica. È la località più orientale dell'Alaska.

## Etimologia
Il canale Portland deve il suo nome all'esploratore britannico George Vancouver che lo nominò così nel 1793 per ricordare William Henry Cavendish-Bentinck, III duca di Portland.